# Zariquiegui
Zariquiegui en espagnol, ou Zarikiegi en basque, est un village situé dans la commune de Cendea de Cizur (Zizur Zendea en basque) dans la Communauté forale de Navarre, en Espagne. Il est doté du statut de concejo.
Zariquiegui est situé dans la zone linguistique mixte de Navarre.
Le Camino navarro du Chemin de Saint-Jacques-de-Compostelle passe par cette localité.

## Géographie
Zariquiegui se trouve dans la Sierra del Perdon, à 11,5 km au sud-ouest de Pampelune.

### Localités limitrophes
| Nord-ouest Astráin (Cendea de Cizur) | Nord Guenduláin (Cendea de Cizur) | Nord-est Galar (Galar)                  |
| Ouest ? |                                   | Est Esparza de Galar et Arlegui (Galar) |
| Sud-ouest Uterga et Legarda | Sud ?                             | Sud-est ?                               |
| Entre parenthèses sont indiqués les municipios (municipalités ou cantons) dont dépendent les concejos (communes) ou autres localités mineures. |                                   |                                         |

## Démographie
| 2000 | 2001 | 2002 | 2003 | 2004 | 2005 | 2006 | 2007 |
| ---- | ---- | ---- | ---- | ---- | ---- | ---- | ---- |
| 48   | 73   | 96   | 106  | 114  | 117  | 139  | 154  |

## Histoire
Ce fut une cité dès 1131, ravagée en 1348 par la peste.
Les Hospitaliers de Saint-Jean y possédaient l'église romane, également dédiée à San Andres.

## Culture et patrimoine

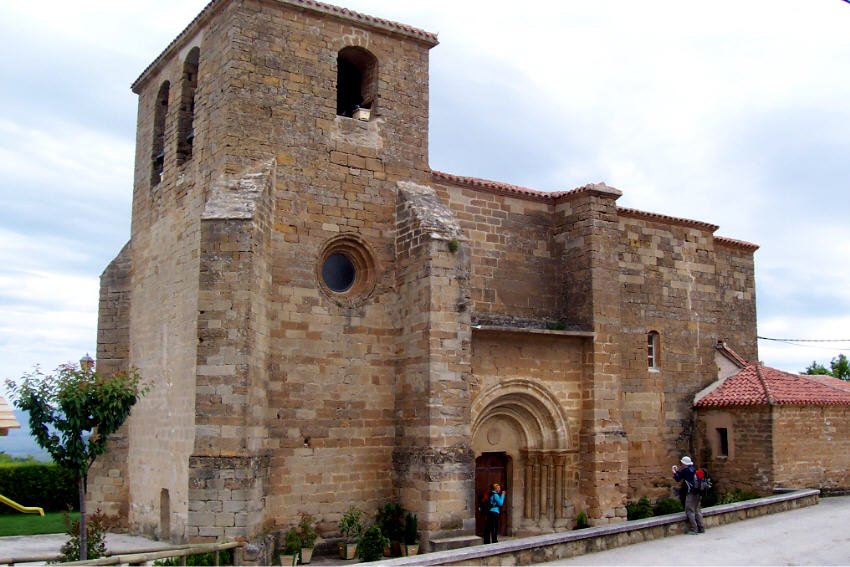
Église San Andres.

### Pèlerinage de Compostelle
Sur le Camino navarro du Pèlerinage de Saint-Jacques-de-Compostelle, on vient d'écorner le territoire du municipio de Zizur Mayor puis de traverser Guenduláin ; les prochaines étapes sont Uterga via l'Alto del Perdón, puis Muruzábal.

### Patrimoine religieux
L’église San Andrés :

Elle commande l'entrée du village ordonné le long du chemin tout dallé de Saint-Jacques, et sur lequel débordent des avant-toits prononcés. Elle est de style roman tardif, du XIIIe siècle, avec une seule nef voutée et une tour carrée soutenue par des contreforts.
Son portail est également vouté, avec des chapiteaux décorés avec des motifs végétaux et un grand chrisme sur le tympan. À l’intérieur, se trouve un retable de style roman, mais datant du début du XVIIe siècle.
Cimetière :

Le cimetière possède un fronton et des cyprès remarquables.

### Festivités
Les fêtes patronales se célèbrent le dernier week-end du mois de juin.

### Sources et bibliographie
- (eu) Cet article est partiellement ou en totalité issu de l’article de Wikipédia en basque intitulé « Zarikiegi » (voir la liste des auteurs).
- Grégoire, J.-Y. & Laborde-Balen, L. , « Le Chemin de Saint-Jacques en Espagne - De Saint-Jean-Pied-de-Port à Compostelle - Guide pratique du pèlerin », Rando Éditions, mars 2006,  (ISBN 2-84182-224-9)
- « Camino de Santiago  St-Jean-Pied-de-Port - Santiago de Compostela », Michelin et Cie, Manufacture Française des Pneumatiques Michelin, Paris, 2009,  (ISBN 978-2-06-714805-5)
- « Le Chemin de Saint-Jacques Carte Routière », Junta de Castilla y León, Editorial Everest